# Першодрукар Іван Федоров
«Першодрукар Іван Федоров» — радянський художній фільм 1941 року, знятий режисером Григорієм Лєвкоєвим на кіностудії Союздитфільм.

## Сюжет
Історико-біографічний фільм про життя Івана Федорова, творця першої в Московській державі друкарні. Друковані книги, видані під час правління Івана Грозного, здавалися чаклунством. Федоров був звинувачений в єресі…

## У ролях
- Микола Дорохін —  Іван Федоров
- Всеволод Санаєв —  помічник Івана Федорова, Петро Мстиславець
- Павло Шпрингфельд —  Іван Грозний
- Сергій Днєпров —  митрополит Філіп; блазень
- Іван Рижов —  Юродивий
- Михайло Державін —  Малюта Скуратов
- Олександр Хохлов —  князь Володимир Старицький
- Гавриїл Бєлов —  боярин Бартєнєв
- В'ячеслав Новиков —  чернець Іона
- Григорій Михайлов —  учень
- Іван Бобров —  стрілець
- Костянтин Немоляєв —  чернець
- Андрій Файт —  придворний лікар Арнольфе Ліндсей

## Знімальна група
- Автор сценарію: Євген Вейсман
- Режисер-постановник: Григорій Лєвкоєв
- Оператор-постановник: Іван Горчилін
- Композитор: Микола Іванов-Радкевич
- Художник-постановник: Йосип Шпинель